# Sciara diacantha
Sciara diacantha är en tvåvingeart som beskrevs av Edwards 1928. Sciara diacantha ingår i släktet Sciara och familjen sorgmyggor. Inga underarter finns listade i Catalogue of Life.